# Кун, Фриц Юлиус
Фриц Юлиус Кун (нем. Fritz Julius Kuhn, 15 мая 1896 — 14 декабря 1951) — германский иммигрант, гражданин США с 1934, приверженец немецких нацистов, антисемит, назначенный Гитлером главой американской нацистской организации.

## Биография
Фриц Кун родился 15 мая 1896 года в Мюнхене. Он был сыном Георга Куна и Юлии Юстины Беут. В качестве немецкого пехотного лейтенанта в ходе Первой мировой войны получил Железный крест. После войны окончил Мюнхенский университет как инженер-химик со степенью магистра. В 1920-х Кун эмигрировал в Мексику. В 1928 году переехал в США, и в 1934 году натурализовался там, получив американское гражданство.
В результате слияния двух немецких нацистских групп в Америке: «Национал-социалистической немецкой рабочей партии» и «Свободного общества Тевтонии», была образована организация «Друзья новой Германии». По итогам расследования конгрессмена Самуэля Дикштейна был сделан вывод, что организация «Друзья Германии» поддерживает отделение германской нацистской партии в Америке. Тогда немцы объявили, что немецкие подданные (рейхсдойче) не могут состоять в организации. 19 марта 1936 года Гитлер назначил Фрица Куна руководителем организации, переименованной в Германоамериканский союз.

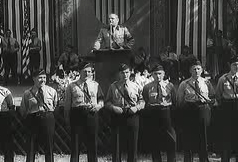
Кун выступает на митинге Союза

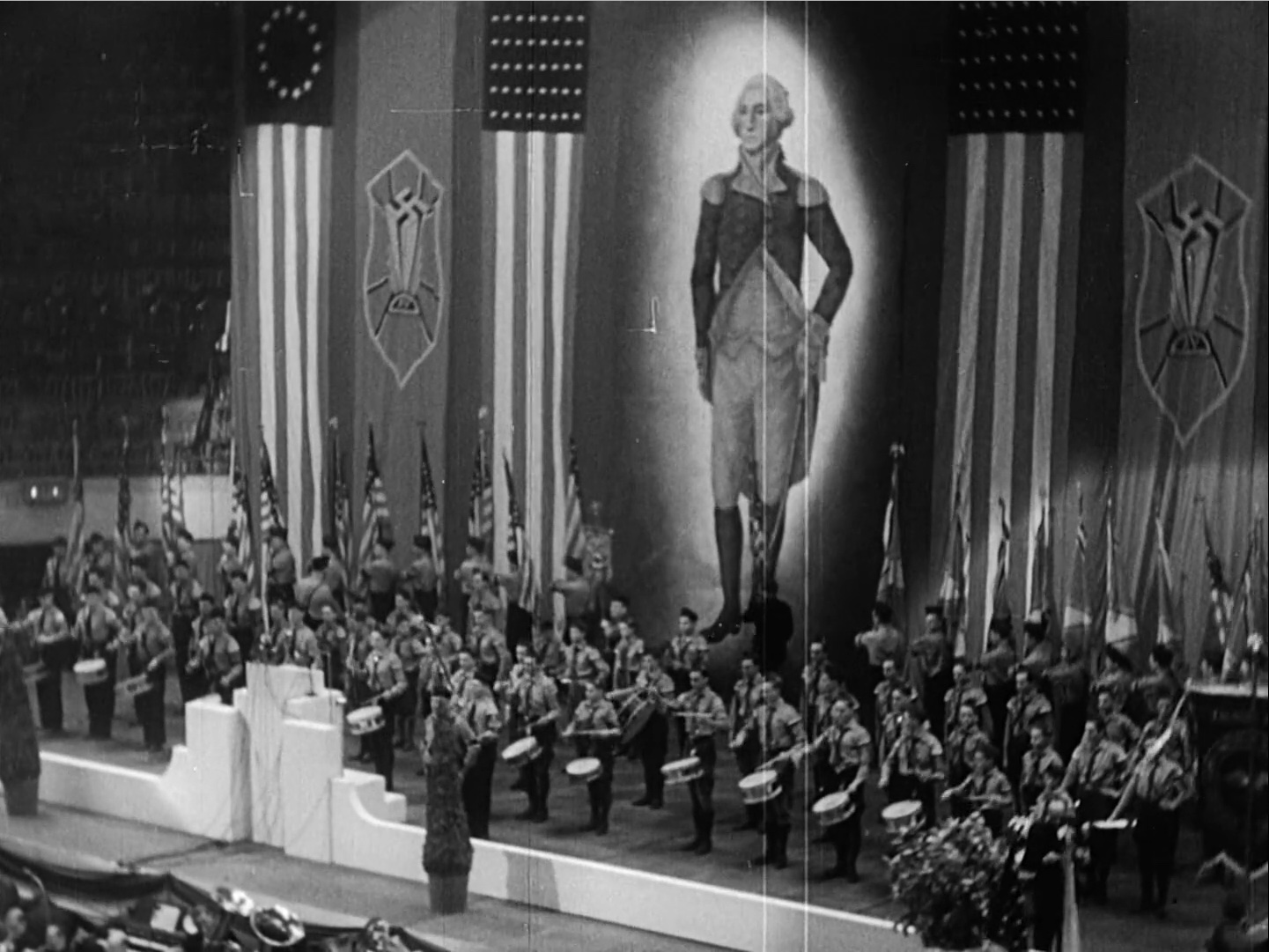
Мэдисон-сквер-гарден, 1939 г.

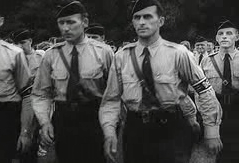
Парад Союза во главе с Куном, 1938 г. или 1939 г.

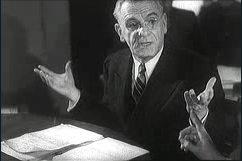
Kун, Мюнхен, 1949 г.

Кун завербовал тысячи американцев, занимаясь прогерманской, антисемитской и антикоммунистической пропагандой. Он планировал поездку в Германию с 50 его американскими последователями с целью увидеть нацизм в действии и побыть рядом с Гитлером.
В это время Германия готовилась принять у себя Олимпийские игры 1936 года. Кун ожидал встретить тёплый прием у Гитлера, но встреча его разочаровала. Когда Кун вернулся в США, Гитлер признал его «американским фюрером».
20 февраля 1939 года Кун провел крупнейший и самый известный митинг своей организации в Медисон-сквер-гарден. Двадцать тысяч присутствовали и видели нацистскую церемонию и выступление Фрица Куна, где он заявил, что «организация борется… для защиты Америки от расы, которая не является американской расой, и даже не белой расой», и что «евреи являются врагами Соединённых Штатов».
Не только еврейские американцы, но также и немецкие американцы, которые не хотели быть автоматически связанными с нацистами, выступали против Союза. Кун полагал, что сильные протесты делают ему рекламу. В ответ на возмущение еврейских ветеранов Первой мировой войны Конгресс США в 1938 году принял закон, требующий регистрации иностранных агентов в государственном департаменте.
В отличие от Куна, Гитлер полагал, что это негативное внимание в отношении американских нацистов не идёт ему на пользу. Для осуществления своих планов в Европе Гитлер хотел, чтобы нацистская организация в Америке была сильной, но тайной, и помогала бы ему держать эту страну в нейтралитете. Поэтому любое американское негодование в отношении нацистской партии было для него слишком опасным.
В 1939 году мэр Нью-Йорка Фиорелло Ла Гардиа начал расследование в отношении уплаты налогов организацией Куна. Было установлено, что Кун незаконно присвоил более 14 000 $ из кассы организации, потратив их на свою любовницу. Окружной прокурор Томас Дьюи выдвинул против Куна обвинительное заключение и доказал его в суде. Несмотря на суд и растрату, последователи Союза продолжали почитать его. 28 ноября 1939 года Кун был осужден за кражу, и новым лидером Союза стал Герхард Кунце. Во время Второй мировой войны Кун был арестован как вражеский агент и удерживался федеральным правительством в лагере для интернированных в Кристал-Сити, штат Техас. В 1945 году он был освобожден, направлен на остров Эллис и депортирован в Германию.

## Смерть
Он умер 14 декабря 1951 года в Мюнхене, Германия. Нью-Йорк Таймс отметила, что умер «бедный и малоизвестный химик, необъявленный и незамеченный».